# وطن (فلم)
وطن فيلم وثائقي تسجيلي بأربع لغات الفرنسية والإسبانية والإنكليزية والعربية للمخرج الهولندي جورج سلوزر، وتصوير بيرند فوتتيوسن وموسيقى أولجير ستار، معهد إدوارد سعيد الوطني للموسيقى، والمنتج آن لوران ، هولندا عام 2010. حازالفيلم على جائزة أفضل فيلم وثائقي حول العالم العربي في مسابقة الأفلام الوثائقية الطويلة التي نظمت في تشرين الأول 2010 في مهرجان ابو ظبي السينمائي الدولي.

## قصة الفيلم
يتناول الفيلم مرحلة مهمة من تاريخ الصراع الفلسطيني الإسرائيلي، حيث يوثق جرائم إسرائيل بحق الفلسطينيين في المخيمات الفلسطينية في لبنان، ويصور شهادة حول قيام رئيس الوزراء الإسرائيلي الأسبق أرييل شارون بقتل طفلين فلسطينيين في مخيم صبرا وشاتيلا عام 1982. أثار عرض الفيلم ضجة إعلامية عالمية، حيث قامت السلطات الإسرائيلية بتكذيب رواية المخرج حول ما قام به شارون من قتل الطفلين الفلسطينيين. ورغم الحملة التي شنها سياسيون والإعلام الإسرائيلي ضد الفيلم، دافع سلويزر بقوة عن ما جاء في فيلمه، مؤكداً أنه وثق ما رأى وسمع.